# Daagbé
Daagbé ist ein Arrondissement im Departement Plateau im westafrikanischen Staat Benin. Es ist eine Verwaltungseinheit, die der Gerichtsbarkeit der Kommune Ifangni untersteht.

## Demografie und Verwaltung
Gemäß der Volkszählung 2013 des beninischen Statistikamtes INSAE hatte das Arrondissement 14.441 Einwohner, davon waren 6896 männlich und 7545 weiblich.
Von den 69 Dörfern und Quartieren der Kommune Ifangni entfallen zehn auf Daagbé:
1. Adanmayi
2. Daagbé-Djèdje
3. Daagbé-Nagot
4. Loko-Koukou
5. Dan
6. Djégou-Djèdje
7. Djégou-Ayidjèdo
8. Djégou-Nagot
9. Gblogblo
10. Gblogblo Agbodjèdo